# Polycyclus marginalis
Polycyclus marginalis är en svampart som beskrevs av Petr. 1950. Polycyclus marginalis ingår i släktet Polycyclus och familjen Parmulariaceae.   Inga underarter finns listade i Catalogue of Life.